# 경일고등학교 (서울)
경일고등학교(京一高等學校)는 대한민국 서울특별시 성동구 성수동1가에 있는 공립 고등학교이다.

## 학교 연혁
- 2004년 1월 5일 : 경일고등학교(공립) 설립인가
- 2004년 3월 1일 : 초대 홍순철 교장 취임
- 2004년 3월 2일 : 제1회 입학식(남 196명, 여 136명 계 332명)
- 2004년 5월 21일 : 경일고등학교 개교식
- 2007년 2월 8일 : 제1회 졸업식(남 194명, 여 139명 계 333명)
- 2010년 2월 4일 : 자율형공립고 지정(교육과학기술부)
- 2019년 3월 1일 : 제6대 신정록 교장 취임
- 2022년 1월 5일 : 제16회 졸업실(남 57명, 여 54명 계 111명) 연인원 4,102명
- 2022년 3월 2일 : 신입생 103명 입학(남 66명, 여 37명)

## 참고 자료
- 경일고등학교 - 한국교육학술정보원 학교알리미